# وینی جونز
وینی جونز با نام کامل وینسنت پیتر جونز (به انگلیسی: Vincent Peter Jones) زاده پنجم ماه ژانویه ۱۹۶۵ در انگلیس است. وی بازیکن فوتبال بود و اکنون یک بازیگر و مجری تلویزیونی مشهور بریتانیایی است. او با بازی در تیم ویلدستون انگلیس پا به عرصهٔ فوتبال گذاشت. وی پس از بازی در تیم ملی ولز، قرار بود به تیم ملی انگلیس دعوت شود اما این اتفاق رخ نداد. او یکی از زیباترین گل‌های تاریخ فوتبال را به دیوید سیمن زده‌است. وی به همراه جیسون استاتهام رستورانی اشتراکی در لس آنجلس دارند.

## جنجال‌ها
جنجالهای فراوان او باعث شد، که وی فقط یک فصل را برای تیم چلسی بازی کند. می‌توان به این اشاره کرد که او در یکی از بازی‌های چلسی در ثانیهٔ سوم مسابقه از زمین اخراج شد. از این رو رکورد گرفتن سریع‌ترین کارت قرمز همچنان دست نخورده‌است. تکل وحشتناک وینی جونز بر روی گری استیونس، گری را برای همیشه از فوتبال دور کرد. در سال ۲۰۰۳، جونز متهم به شورش در پرواز شد. در این اتفاق، جونز یکی از مسافران را ده بار به صورت مداوم با سیلی مورد نوازش خود قرار داد و به خدمه پرواز گفت: «می‌توانم شما را بکشم. می‌توانم به خاطر سه هزار دلار همه شما خدمه‌های پرواز را بکشم. بروید و کاری را که برایش پول می‌گیرید انجام دهید: قهوه درست کنید.»

## عرصهٔ سینما
او در سال ۱۹۹۸ به پیشنهاد گای ریچی در فیلم موفق قفل، انبار و دو بشکه باروت بازی کرد. از معروفترین فیلم‌های وی می‌توان به سرقت در ۶۰ ثانیه، قاپ زنی، مردان ایکس، محکومین، قطار گوشت نیمه شب، نقشه فرار و صداپیشگی در انیمیشن ماداگاسکار اشاره کرد.
| سال                | عنوان                                | نقش                   | توضیحات         |
| ------------------ | ------------------------------------ | --------------------- | --------------- |
| ۱۹۹۸               | قفل، انبار و دو بشکه باروت           | Big Chris             |                 |
| ۲۰۰۰               | قاپ زنی                              | Bullet Tooth Tony     |                 |
| ۲۰۰۰               | سرقت در ۶۰ ثانیه                     | Sphinx                |                 |
| ۲۰۰۱               | Swordfish                            | Marco                 |                 |
| ۲۰۰۱               | Mean Machine                         | Danny Meehan          |                 |
| ۲۰۰۲               | Night at the Golden Eagle            | Rodan                 |                 |
| ۲۰۰۴               | جهش بزرگ                             | Lou Harris            |                 |
| ۲۰۰۴               | Tooth                                | The Extractor         |                 |
| ۲۰۰۴               | سفر به اروپا                         | Mad Maynard           |                 |
| ۲۰۰۴               | Blast                                | Michael Kittredge     |                 |
| ۲۰۰۴               | Survive Style 5+                     | Killer                |                 |
| ۲۰۰۵               | Number One Girl                      | Dragos Molnar         |                 |
| ۲۰۰۵               | Hollywood Flies                      | Sean                  | فیلم تلویزیونی  |
| ۲۰۰۵               | Slipstream                           | Winston Briggs        |                 |
| ۲۰۰۵               | Submerged                            | Henry                 |                 |
| ۲۰۰۵               | Mysterious Island                    | Bob                   | فیلم تلویزیونی  |
| ۲۰۰۶               | Johnny Was                           | Johnny Doyle          |                 |
| ۲۰۰۶               | این دختر همان مرد است                | Coach Dinklage        |                 |
| ۲۰۰۶               | بازی کرد                             | Detective Brice       |                 |
| ۲۰۰۶               | The Other Half                       | Trainer               |                 |
| ۲۰۰۶               | X-Men: The Last Stand                | Cain Marko/Juggernaut |                 |
| ۲۰۰۶               | گارفیلد ۲                            | Rommel                | صداپیشه         |
| ۲۰۰۷               | 7–10 Split                           | Roddy                 |                 |
| ۲۰۰۷               | Strength and Honour                  | Smasher O'Driscoll    |                 |
| ۲۰۰۷               | The Riddle                           | Mike Sullivan         |                 |
| ۲۰۰۷               | محکوم شده                            | Ewan McStarley        |                 |
| ۲۰۰۷               | با چنگ و دندان                       | Mongrel               |                 |
| ۲۰۰۸               | Loaded                               | Mr. Black             |                 |
| ۲۰۰۸               | Hell Ride                            | Billy Wings           |                 |
| ۲۰۰۸               | قطار گوشت نیمه شب                    | Mahogany              |                 |
| ۲۰۰۹               | The Heavy                            | Dunn                  |                 |
| ۲۰۰۹               | The Bleeding                         | Cain                  |                 |
| ۲۰۰۹               | The Ballad of G.I. Joe               | Destro                | فیلم کوتاه      |
| ۲۰۰۹               | Piers Morgan's Life Stories          | Himself               | مجری برنامه     |
| ۲۰۰۹               | Assault of Darkness                  | Mr. Hunter            |                 |
| ۲۰۰۹               | Year One                             | Sargon                |                 |
| ۲۰۰۹               | Not Another Not Another Movie        | Nancy                 |                 |
| ۲۰۱۰               | You May Not Kiss the Bride           | Brick                 |                 |
| ۲۰۱۰               | Smokin' Aces 2: Assassins' Ball      | McTeague              |                 |
| ۲۰۱۰               | Age of the Dragons                   | Stubbs                |                 |
| ۲۰۱۰               | Locked Down                          | Anton Vargas          |                 |
| ۲۰۱۰               | Magic Boys                           | Jack Varga            |                 |
| ۲۰۱۰               | کشتن مرد ایرلندی                     | Keith Ritson          |                 |
| ۲۰۱۱               | The Cape                             | Scales                | سریال تلویزیونی |
| ۲۰۱۱               | خونریزی                              | Zed                   |                 |
| ۲۰۱۱               | Liquidator                           | Killer                |                 |
| ۲۰۱۲               | ماداگاسکار ۳: تحت تعقیب‌ترین‌های اروپا | Freddie The Dog       | صداپیشه         |
| ۲۰۱۲               | آتش در ازاء آتش                      | Boyd                  |                 |
| ۲۰۱۳               |                                      |                       |                 |
| Escape Plan        | Drake                                |                       |                 |
| The 34th Battalion | Lieutenant Colonel                   |                       |                 |
| Company of Heroes  | Brent Willoughby                     |                       |                 |
| ۲۰۱۴               | Extraction                           | Ivan Rudovsky         |                 |
| ۲۰۱۴               | Redirected                           | Golden Pole           |                 |
| ۲۰۱۴               | راه شریران                           |                       |                 |